# Муйредах мак Брайн

Ирландия в середине IX — начале XI века

Муйредах мак Брайн (др.‑ирл. Muiredach mac Brain; умер в 885) — король Лейнстера (884—885) из рода Уи Дунлайнге.

## Биография
Муйредах был одним из сыновей правителя Лейнстера Брана мак Фаэлайна, скончавшегося в 838 году. Его братом был лейнстерский король Руарк мак Брайн. Септ, к которому принадлежал Муйредах, назывался Уи Дунхада. Резиденция его правителей находилась в Лиамайне (современном Лайонс-Хилле).
Первое упоминание о Муйредахе мак Брайне в анналах датировано 870 годом. По свидетельствам исторических источников, в том году верховный король Ирландии Аэд Финдлиат и его союзник, король Осрайге Кербалл мак Дунлайнге, вторглись с двух сторон в Лейнстер. Ирландские предания сообщают, что ещё до начала похода Аэд устроил пир для вождей дублинских викингов, во время которого те были убиты по его повелению. Возглавлявшееся верховным королём войско разорило лейнстерские земли от Ат Клиата (современного Дублина) до Белах Габрана (современного Гаурана), а войско во главе с правителем Осрайге дошло до Дун Болга. Разбитый здесь Кербаллом лагерь подвергся внезапной атаке лейнстерцев. Сначала нападавшим сопутствовал успех, но затем воинам короля Кербалла удалось обратить своих врагов в бегство. Во «Фрагментарных анналах Ирландии» сохранился подробный рассказ о лейнстерском походе короля Кербалла, согласно которому, войска Аэда Финдлиата и Кербалла соединились в Белах Габране, но впоследствии вынуждены были покинуть территорию Лейнстера, так и не получив заложников от его правителя. По данным анналов, королём лейнстерцев во время этих событий был Муйредах мак Брайн.
Однако уже в записях ирландских анналов о событиях 871 года сообщается о гибели от рук викингов лейнстерского короля Айлиля мак Дунлайнге, первого правителя после умершего в 838 году Брана мак Фаэлайна, упоминающийся с титулом «король Лейнстера». Вероятно, противоречивость свидетельств средневековых источников о преемственности правителей Лейнстера IX века вызвана упадком влияния представителей рода Уи Дунлайнге. Предполагается, что в это время лица, титуловавшие себя королями Лейнстера, не владели властью над всей территорией королевства (например, над Южным Лейнстером, вотчине властителей из рода Уи Хеннселайг). Возможно, этому способствовали как деятельность короля Осрайге Кербалла мак Дунлайнге, стремившегося установить свою гегемонию над Лейнстером, так и существование с 841 года на здешних землях королевства викингов со столицей в Дублине.
К середине 870-х годов относятся новые упоминания о Муйредахе мак Брайне как о короле Лейнстера. В 874 году верховный король Ирландии Аэд Финдлиат снова вторгся в лейнстерские земли. Войско Аэда, намеревавшегося наложить на лейнстерцев дань, разорило королевство до Киллаши, не пощадив ни находившейся в Нейсе королевской резиденции Домналла мак Муйрекайна из септа Уи Фаэлайн, ни лейнстерских церквей. Однако в следующем году возглавляемое Муйредахом войско совершило ответный поход во владения Южных Уи Нейллов, опустошив всё на своём пути вплоть до Слиаб Мондуирна в Бреге. В сообщении «Анналов Инишфаллена» об этом событии Муйредах назван королём Лейнстера.
В списке правителей из «Лейнстерской книги» упоминается, что Муйредах мак Брайн владел престолом между королями Дунлайнгом мак Муйредайгом и Муйреканом мак Диарматой, а его соправителем был Кайрпре мак Дунлайнге. Многие современные историки считают эти свидетельства несоответствующими действительности. По их мнению, Муйредах получил власть над Лейнстером в 884 году после гибели короля Домналла мак Муйрекайна.
Правление Муйредаха мак Брайна продолжалось очень недолго: он скончался уже в 885 году. В «Анналах четырёх мастеров» сохранились два четверостишия, посвящённые Муйредаху, в которых превозносилось мужество этого лейнстерского правителя.
В анналах Муйредах мак Брайн назван не только королём Лейнстера, но и аббатом Килдэрского монастыря. Предыдущим настоятелем этой обители, известным из источников, был скончавшийся в 870 году Кобтах мак Муйредайг, возможно, сын Муйредаха, а следующим — умерший в 886 году Туатал мак Айлби. Вероятно, Муйредах был светским аббатом Килдэрского монастыря. Предполагается, что провозглашение Муйредаха аббатом Килдэра — следствие установления им полного контроля над этой обителью. Ранее же свои права на покровительство этой обители предъявляли и властители Уи Файльги, во владениях которых она находилась.
Преемником Муйредаха мак Брайна на престоле Лейнстера был Кербалл мак Муйрекайн из септа Уи Фаэлайн.
Кроме аббата Кобтаха, в исторических источниках упоминаются ещё три сына Муйредаха мак Брайна: Фаэлан (скончался в 942 году), Бран (убит в 894 году) и Фланн (умер в 932 году). Из них первый был правителем всего Лейнстера, а два других — лейнстерскими королями-соправителями.